# DJ 테크노우치
DJ 테크노우치(DJ TECHNORCH, 일본어: ディージェイテクノウチ)는 코나미 주식회사의 리듬게임 시리즈 등지에서 활동하는 DJ이자 작곡가이다.
레이브 음악을 좋아하며 하드 코어 테크노 장르 중 하나인 올드 스쿨과 프리폼, 슈란츠와 개버를 합성한 음악들을 주로 작곡한다. 예전에는 트랜스 코어 음악을 작곡하기도 했다.

## 개요
본명은 야마시타 유타카(山下 泰). 1984년생이며, 일본의 DJ, 동인음악가. BEMANI 시리즈에도 곡을 자주 제공하는 편인데, beatmania IIDX 14 GOLD의 수록곡 KAMAITACHI와 METALLIC MIND로 데뷔했다.
일본 위키에 따르면 읽는 법은 테크노우치. 간혹 테크노크라고 잘못 불리기도 한다.

## 활동
L.E.D.가 끌어들인 인물로, 그의 곡 HELL SCAPER로 인해 음악을 시작하게 되었다고 한다. 언더그라운드계에서 시작한 동인 출신의 작곡가로, BEMANI 시리즈에 참가하기 전에는 BMS쪽에서 AXS, Gothic System 등으로 자신의 역량을 시험해 본 적이 있으며, BEMANI 시리즈에 참가하게 된 것은 L.E.D.의 앨범 電人 K에서 HELL SCAPER의 리믹스를 담당했기 때문이라고 언급하기도 했다.
2003년에 작곡과 DJ 활동을 시작하였고 당시에는 하우스 DJ로 활동하였다. 같은 해에 GOTHIC SYSTEM을 HARDCORE TANO*C에 제공하게 된 계기로 하드코어 테크노 음악을 시작하였으며, 2005년에는 그의 곡 BOSS ON PARADE가 해외에서 좋은 평가를 받게되어 2006년에 미국의 브레이크코어 레이블 'COCK ROCK DISCO'에서 'MADDEST CHIK'NDOM # 1' 발표와 함께 합류 하였고, 일본의 'MURDER CHANNEL RECORDS'에도 합류하였다.
하지만 2007년 beatmania IIDX 14 GOLD에 곡 투고와 개인 레이블을 HARDCORE TECHNIQUE에서 999 Recordings으로 바꾼 이후 제2형 양극성장애 판정을 받고 가족들의 도움이 없으면 외출이 힘든 상황에서 2008년, 댄스 댄스 레볼루션 UNIVERSE 3에 888 제공을 마지막으로 정신병원에서 2년간 치료를 받게 되었고, 이 기간 동안의 모든 음악 활동은 전면 중지하였다. 이후 2010년 一回性二階席 ～Straight～을 통해 활동 복귀를 알리며 지금의 999 Recordings에서 'DJ TECHNORCH'라는 싱글 유닛과 보컬에 宇宙☆海月, 드럼에 yaddy와 함께 밴드 '九十九音夢'을 결성하였다.

## 곡의 성향
곡의 성향은 개버, 하드코어 테크노 등을 포함해 J-CORE신 전반을 다루고 있다.
전반적으로 악곡의 느낌은 드럼에 충실하다. 개버의 경우는 메인스트림보다는 올드스쿨, 초기의 누 스타일에 가까운 느낌이나, 그 특유의 트랜스개버로 만드는 편이고, 상당히 단계를 쌓아가는 느낌이 강하며 다르게 말하면 상당히 발동이 늦게 걸린다고 말할수도 있을 듯 하다.

## 그 외
앨범 커버들이 대부분 그로테스크하고 고어스럽고 굉장히 특이한 것이 특징이다.
또한 불교의 요소를 간혹 넣기도 한다. 대표적으로 Japanese Hardcore라는 곡에서 반야심경 염불하는 소리를 샘플링으로 썼으며, beatmania IIDX 20 tricoro에 제공한 곡 Sol Cosine Job 2도 표기를 영어식으로 꼬아놔서 그렇지 작곡자가 트위터에 밝힌 곡을 읽는 법 역시 불교적인 의미에 가깝다. X↑X↓ 역시 불교 용어로 읽는다.

## BEMANI 시리즈에 제공한 곡들

### 비트매니아 IIDX
```
* 14 GOLD
 * FREEFORM HARDCORE / 
KAMAITACHI

 
GUHROOVY
와의 합작이며 데뷔곡.
 * OLDSKOOL HARDCORE RAVE / 
METALLIC MIND

 역시 데뷔곡이기는 하나 위의 KAMAITACHI에 비해 인지도는 적은 편.
* 15 DJ TROOPERS
 * HARD HOP / 
MENTAL MELTDOWN

 
GUHROOVY
와의 합작.
 * TRANCECORE MEETS GABBA / 
BRAINSTORM

 
kors k
와의 합작. 명의는 Hardcore United Tokyo.
 * GABBAH / HELL SCAPER -Last Escape Remix-
 
L.E.D.
의 곡인 
HELL SCAPER
를 GUHROOVY와 함께 리믹스한 악곡.
* 
20 tricoro

 * FREEFORM HARDCORE / 
Sol Cosine Job 2

* 
21 SPADA

 * 新世紀進歩的羽扇子音楽(NU STYLE PROGRESSIVE RAVE) / 
廿

* 
22 PENDUAL

 * 新世紀進歩的羽扇子音楽(NU STYLE PROGRESSIVE RAVE) / 
Ｘ↑Ｘ↓
```

### 댄스 댄스 레볼루션
```
* DDR UNIVERSE 3
 * 
888
```

### 기타
```
* 
SigSig
 -Dark Side Remix-
가정용 IIDX 12 Happy Sky 출시시 같이 발매된 앨범인 cyberbeatnation 1st conclusion에 수록된 리믹스.
```

## 디스코그래피
```
* Gothic System ~Trancecore meets Gabber~ (2005)
첫 앨범. Hardcore Technique 레이블을 통해 나왔다. 반쯤은 싱글로 후반부의 트랙들은 Gothic System의 리믹스들로 이루어져있다. 현재는 절판.
* BOSS ON PARADE ~XXX meets Gabba~ (2007)
두번째 앨범. 위와 같은 레이블에서 나왔으며 후에 리믹스 앨범이 나왔다.
* BOSS ON PARADE REMIXES ~DJ TECHNORCH meets XXX~(2008)
리믹스 앨범. DJ Donna Summer, FFF, Cardopusher와 같은 브레이크코어 아티스트들이 대거 참여.
* Gothic System Lite ~Trancecore meets Gabber~(2008)
999 Recodings를 통해 나온 이전 절판된 첫 앨범의 재판.
* BOSS ON PARADE <OUT-SIDE> REMIXES (2010)
2010년 2월 출시한 앨범으로 Boss on Parade 관련 앨범 3집으로 볼 수 있다.
 ~DJ TECHNORCH meets XXX~ 때와 마찬가지로 이번에도 리믹스 앨범. 대체적으로 J-Core 스타일을 배제하고 러시아, 영국, 미국, 네덜란드 아티스트들의 자국 하드코어 스타일로 맞추었다.
* 一回性二階席 ~STRAIGHT~ (2010)
2010년 5월 5일에 출시한 싱글이며 3개의 트랙으로 구성되어 있다. 3번 트랙은 일본 언더 계열 DJ중 유명한 Rising Sun nova가 리믹스 하였다.
* 反復回転時計 ~RUNNING COST~ (2010)
2010년 10월 31일에 출시하였고 2번째 싱글이다.
총 5트랙이며 反復回転時計 ~RUNNING COST~타이틀곡 하나에 2곡의 타이틀곡 리믹스 2곡, 이전의 싱글 STRAIGHT의 리믹스곡 2개로 구성. 전 싱글과는 전혀 다른 느낌으로, RAVE나 Old skool 장르들을 다루었다.
* 無明ヶ丘危険地帯 ~ATARAXIA~ (2010)
RUNNING COST를 잇는 3번째 싱글.
* 内閣総理大臣賞 ～HARDCORE TECHNO POP～ (2011)
4번째 앨범 999 Recording에서 처음 시작한 컴필레이션 앨범. Rising Sun Nova, 
Remo-Con
을 포함해 
DJ SHARPNEL
, 故 Betwixt & Between
[
2
]
이 참여해주었다.
* 少女IN 〜VIRGIN IN〜 (2011)
5번째 싱글은 타이틀 곡 외에도 SPEEDKING VOL.1, WORLD FLASHER CORPS앨범에 참여했던 트랙을 리마스터링 하였다.
* 内閣総辞職 ~WATASHITACHI〜 (2011)
6번째 앨범.
* 中 〜CENTRISM〜 (2011)
6번째 싱글로, 
Y&Co.
의 
Remo-con
과의 합작품.
* I WANNA BE A HAPPY (2012)
* 変身 第一形態 〜The Metamorphosis 1st Form〜 (2012)
일본 
하드코어 테크노
 레이블 MURDER CHANNEL RECORDS를 통해 발매된 7번째 싱글로, C83을 통해 판매했다. 참여진은 
네덜란드
의 Sinister Soul과 FFF, 
영국
의 GORE TECH, 
라트비아
의 Oyaarss 등.
* Mind of Mind (2012)
* MURDER CHANNEL MIX CD Vol.1
* 圧倒的多幸感 My Gabber is Your Gabba is Your Gabber is Mine (2012)
* 変身 第二形態 〜The Metamorphosis 2nd Form〜 (2013)

개버
, 
드럼 앤 베이스
, 브레이크코어 위주로 구성되어 있다. 
러시아
 출신의 D&B 뮤지션 Gancher & Ruin과 브레이크코어 뮤지션 Raxyor가 해외 게스트로 참여.
* 変身 最終形態 〜The Metamorphosis Final Form〜 (2013)
이번에도 해외 브레이크코어 뮤지션들이 게스트로 참여했다. Stazma The Junglist, Dr.Bastardo의 참여가 주목할 부분.
* THE BEST OF DJ TECHNORCH 2003-2013 (2013)
디스크 1은 
Y&Co.
의 논스탑 DJ믹스로 구성되어있다.
* 全部僕が悪い A Friend (2014)
宇宙☆海月, yaddy와 함께 九十九音夢이라는 밴드를 결성하여 만든 앨범.
* すごいきもちいい (2014)
자켓 일러스트 담당은 As109. 
신체 훼손의 표현 수위가 강하니 주의.
 마스터링 작업 담당은 
DJ Remo-con
.
* すごいきもちいい マイルド (2015)
자켓 담당은 仁人, 마스터링 담당은 DJ Remo-con.
```

자켓 수위 문제로 すごいきもちいい가 판매 금지당하자, 수록곡은 유지한 채 자켓을 덜 그로테스크한 것으로 바꿔서 새로 발매되었다.
이외에도 Total Technorch - 15 Years Of Hardcore Megamix (2006). BibleX2 -Best Selection- (2007) 등의 믹스앨범을 내기도 했으며, 또한 HARDCORE TANO*C, SPEEDKING, X-TREME HARD COMPILATION 등의 컴필레이션 앨범 서클 활동에 참여하기도 했다.

## 책
```
* 初心者のためのDJ機材入門講座(초보자를 위한 DJ 장비 입문 강좌) (2010)
STRAIGHT와 동시에 발매된 책이다. 하우스, 테크노, 트랜스, 하드코어 등 장르를 불문하고 DJ에 입문하려는 사람들을 위한 강좌인데 주로 최신의 장비가 아닌 현장의 단골 장비를 중심으로 DJ에 입문하는 사람들에게 최적의 장비를 소개해준다.
```